# Serhij Biłozor
Serhij Wołodymyrowycz Biłozor, ukr. Сергій Володимирович Білозор (ur. 15 lipca 1979 w Sumach) – ukraiński piłkarz grający na pozycji obrońcy, a wcześniej pomocnika.

## Kariera piłkarska

### Kariera klubowa
W 1996 rozpoczął karierę seniorską w klubie Ahrotechserwis Sumy, skąd przeszedł do FK Czerkasy. Na początku 2000 przeszedł do CSKA Kijów, który zimą 2001 został reorganizowany w Arsenał Kijów. Od 2003 bronił barw Czornomorca Odessa. W maju 2007 został sprowadzony do Metałurha Donieck. Po zakończeniu sezonu 2009/10 opuścił doniecki klub i był na testach w Krywbasie Krzywy Róg oraz Wołyni Łuck, ale nie został zaakceptowany przez trenerów klubów. W sierpniu 2010 podpisał roczny kontrakt z Dnistrem Owidiopol. Latem 2011 po reorganizacji klubu został piłkarzem FK Odessa, w którym zakończył karierę piłkarską w roku 2012.

### Kariera reprezentacyjna
Występował w młodzieżowej reprezentacji Ukrainy.

## Sukcesy i odznaczenia

### Sukcesy klubowe
- brązowy medalista Mistrzostw Ukrainy: 2005/06